# Frederik Wilmann
Frederik Wilmann (født 17. juli 1985) er en norsk cykelrytter fra Viggja i Sør-Trøndelag.
Wilmann fik bronze i norgesmesterskabet i landevejscykling for seniorer i 2007 og guld i U23-klassen.
Han fik en toårskontrakt hos det nederlandske profetionelle kontinentalhold Skil-Shimano for 2010-2011. Han valgte at ophæve kontrakten efter sit førte år, fordi han ikke trivedes på holdet. I 2011 skrev han kontrakt med Team Christina Watches-Onfone, der benævnte ham "stjernerytter", hvilket pressen dog ikke var helt enig i og mente han nærmere var "vandtårnet i Toftlund end Rundetårn i København".

## Privatliv
Han er søn af tidligere topcykkelrytter Jostein Wilmann.

## Meritter
2007
Norgesmester på landevej (U23)
2008
Etapesejr i Tour de Bretagne
2009
Etapesejr i Tour Alsace
Mi-Août Bretonne sammenlagt
2011
Rogaland Grand Prix
Grand Prix Norefjell